# Oryukdo
Oryukdo är en ögrupp i Sydkorea.   Den ligger i stadsdelen Yongho-dong i staden Busan, i den sydöstra delen av landet, 300 km sydost om huvudstaden Seoul.
Terrängen på Oryukdo är varierad. Öns högsta punkt är 15 meter över havet. 